# NGC 227
NGC 227 је елиптична галаксија у сазвежђу Кит која се налази на NGC листи објеката дубоког неба.
Деклинација објекта је - 1° 31' 41" а ректасцензија 0h 42m 36,6s. Привидна величина (магнитуда) објекта NGC 227 износи 12,1 а фотографска магнитуда 13,1. Налази се на удаљености од 60,881 милиона парсека од Сунца. NGC 227 је још познат и под ознакама UGC 456, MCG 0-2-135, CGCG 383-76, PGC 2547.